# 九九式双発軽爆撃機
キ48 九九式双発軽爆撃機
飛行する九九式双発軽爆撃機（キ48）
(飛行第34戦隊所属、1944年以前撮影)
- 用途：爆撃機
- 分類：軽爆撃機
- 設計者：土井武夫
- 製造者：川崎航空機
- 運用者： 陸軍飛行戦隊
- 初飛行：1939年（昭和14年）
- 生産数：1,997機
- 退役：1945年（昭和20年）8月
- 運用状況：退役

九九式双発軽爆撃機（きゅうきゅうしきそうはつけいばくげきき、旧字体：九九式雙發輕爆擊機）は、大日本帝国陸軍の爆撃機。試作名称（機体計画番号。キ番号）はキ48。略称・呼称・愛称は九九式双（発）軽爆、九九（式）双軽、九九軽爆、双軽、ヨンハチ、金魚など。連合軍のコードネームはLily（リリー）。開発・製造は川崎航空機。九九式双軽爆撃機とも言われるが、制式名称は「九九式双発軽爆撃機」である。

## 概要
帝国陸軍が当時仮想敵国のひとつとしていたソ連赤軍との戦闘を意識して、赤軍や中華民国空軍のSB軽爆撃機を参考に開発した機体である。
爆弾搭載量や航続距離よりも、戦闘機並みの速度と運動性能が重視され、主として敵飛行場において在地敵機を撃滅することを目的とし、敵地上部隊に対しては反復攻撃でこれを撃破するという、重爆撃機（九七式重爆撃機）と同じく、陸軍独自の戦術思想の元に設計された。
日中戦争（支那事変）、太平洋戦争（大東亜戦争）全期間を通して主力軽爆撃機として使用された。

## 開発
1937年（昭和12年）12月に陸軍は、九三式双発軽爆撃機の後継機としてキ48の試作を川崎航空機に命じた。要求事項は、
- 最大速度480 km/h以上
- 航続力6時間以上
- 爆弾搭載量400 kg以上
- 前方と後方の上部、下部に旋回機関銃（銃塔）装備
- エンジンは中島製のハ25を2基（双発）装備

などというものだった。川崎では土井武夫技師を設計主務者として設計に着手し、1939年（昭和14年）7月に試作1号機を完成させた。川崎では空冷星型エンジン搭載機の経験に乏しかったため、開発には若干の苦心もあったが、ハ25は信頼性が高く、その後の本機の実用性の高さに一役買うことになった。同年8月から陸軍による審査が開始されたが、水平尾翼のフラッター以外は性能は概ね良好であった。試作機4機と増加試作機5機が製造された後、1940年（昭和15年）5月に九九式双発軽爆撃機として制式採用された。

## 設計

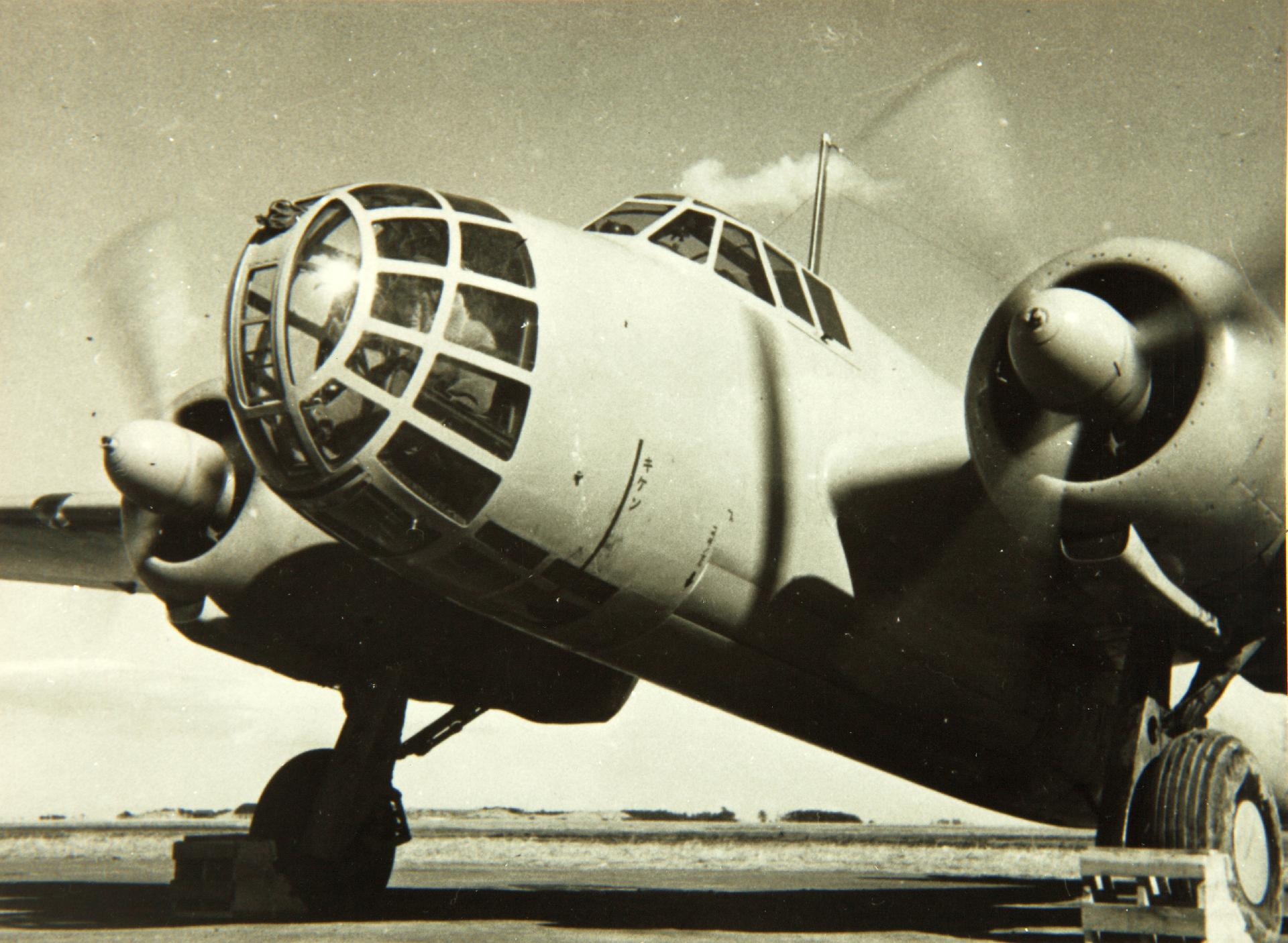
前部写真

機体は、全金属製の中翼単葉機で、主脚と尾脚は共に引込式。搭載される爆弾は全て胴体下部の爆弾倉に収納されるため、胴体の前半分は太く設計されているが、後半部から急激に細くなっており、この「くびれ」の段差部に下方銃座が設置されているのが外観上の特徴となっている。また、機体の製造には沈頭鋲が用いられ、機体全体が平滑に仕上げられた。
主翼縦横比は土井武夫の誘導抵抗を小さくする設計方針から 7.63に取ると共に、翼幅に占める翼断面の割合をも重視し、胴体幅の割合を翼幅の約7%に抑え（エンジンナセル分は含まず）、左右プロペラ軸間の距離（4.4m）を全幅の約25%として片発停止飛行にも備えた設計になっている。翼型は翼根をNACA24015、翼端をNACA23010とし、前桁は最大キャンバー位置を連ねる位置で左右一直線に通している。これにより前桁に接する主翼上面外皮の傾斜角が全幅に渡りゼロとなり、下面側においても傾斜角（ゼロではない）が全幅で統一され、前桁を直線構成に単純化でき、量産簡便で製造コストも抑えられている。一方、燃料容積を稼ぐため前桁から離して通された後桁も傾斜の変化率はわずかであったため桁フランジを治具上で捻る工法で済んでいる。言わば構造先行の主翼構成であり、他に準備した主翼と比較して空力（揚抗曲線）で劣るようなら捨てるつもりであったと土井武夫は著書に書いているが、良好な結果を得て採用に至っている。フラップはスプリット式で最大開度は50度、エルロンの可動角は上げ25度、下げ15度である。
また本機の主翼は、先行して開発されていたが失敗作の気配が濃厚だった同社の試作双発戦闘機キ45に流用され、キ45改（二式複座戦闘機「屠龍」）として制式採用される原動力となった。なお、本機とキ45改とは多くの部品を共通化しており生産設備も小変更だけで流用可能で、キ45改の生産性の向上に貢献した。主翼の構造は、キ45改の後継機キ96、キ102、キ108にも小変更のみで受け継がれており、川崎双発戦闘機の原点ともいえる優秀な設計だった。
1号機の審査中に水平尾翼に振動が起き、主翼の後流が原因と判明したため、水平尾翼の取付位置を 40cm上方に移動、胴体後部を補強することで解決した。
乗員は、操縦者・無線手・射手（2名）の計4名。操縦席と無線手席は機体中心より左側に寄せて設けられ、右側は前部銃座から後部銃座まで30cmほどの幅の通路となっていた。

## 運用

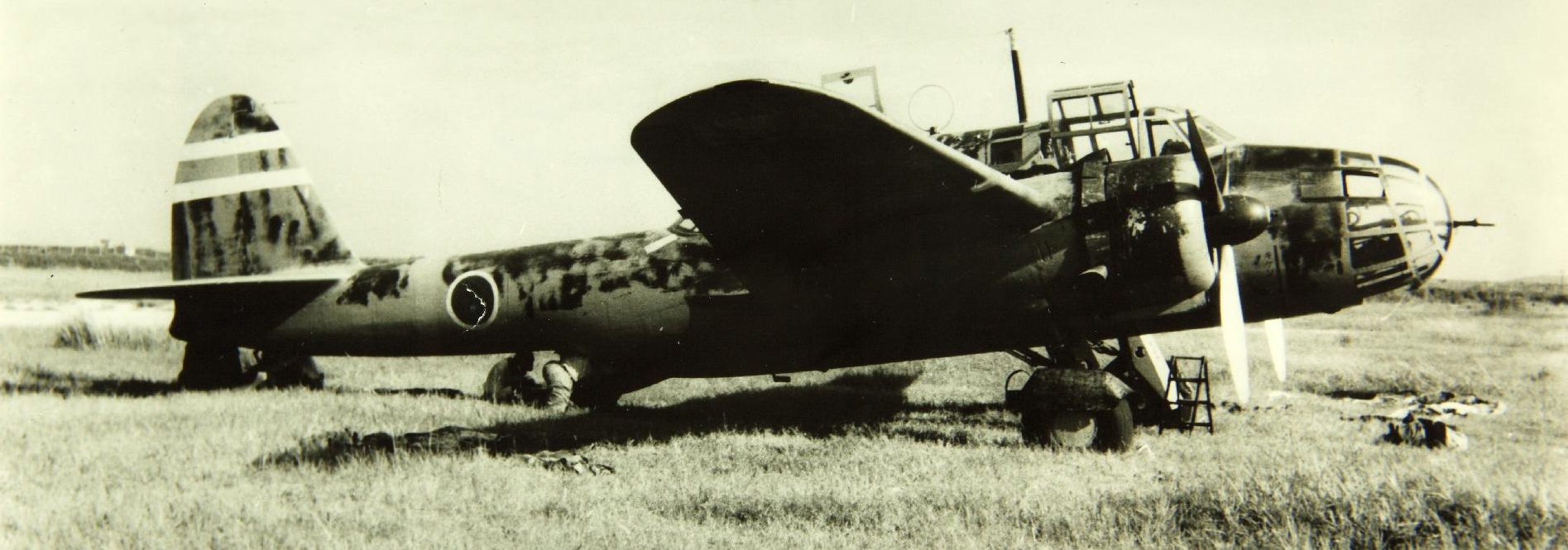
駐機中の九九式双発軽爆撃機

制式採用の1ヶ月後には、本機のエンジンをより強力なハ115に換装した改良型の試作が始まった。ハ115の完成の遅延のため試作機の完成は1942年（昭和17年）2月となったが、最大速度と上昇力の向上が見られたため、翌1943年（昭和18年）2月に九九式双発軽爆撃機二型（キ48-II）として制式採用され、それまでのハ25搭載型は九九式双発軽爆撃機一型（キ48-I）と呼ばれた。二型は実戦部隊からの要望と、ドイツ空軍の急降下爆撃の効果に影響を受け、急降下が可能な機体強度を持っていたが、エアブレーキ（ダイブブレーキ）が開発途上であったため当初の生産型である二型甲（キ48-II甲）はエアブレーキを装備していなかった。その後、主翼両翼下部にキ66急降下爆撃機で試験したスノコ状のエアブレーキを装備して急降下爆撃を可能にして、機体各部を改修した二型乙（キ48-II乙）と、二型甲の防御武装を強化した二型丙（キ48-II丙）が開発された。降下角度は60度を目標にしていたが、戦訓を採り入れ50度程度で十分とされた。二型乙は、1943年（昭和18年）8月以降の主力生産型となった。また、1940年（昭和15年）には指揮官機として武装を強化したキ81も計画されたが、試作中止となっている。
制式採用されて以来、その良好な操縦性や稼働率の高さから、実戦部隊では九七式軽爆撃機や九八式軽爆撃機よりも概ね好評をもって迎えられた。背面飛行や宙返りも可能であり、八戦隊の林四郎曹長は実際にホーカー ハリケーンの攻撃を宙返りで回避したという。主に重爆撃機の使用不能な最前線の小規模飛行場で使用された。急降下爆撃が可能とされたのは改良型の二型乙からだが、ダイブブレーキの装備されていない一型でも急降下爆撃を敢行したこともあった。しかし元々設計時に重視されていなかったとは言え、爆弾搭載量が単発機と同程度だったため、苦労して敵陣上空へ進入してもあまり効果的な攻撃ができなかったと言われる。また、速度重視で設計された機体ではあったが、大戦中盤以降は旧式化し、飛躍的に速度性能が向上した敵戦闘機に容易に捕捉され、撃墜されるようになっていく。本機の損害が急激に増大していき生還が期待出来なくなると、二式複戦が軽爆撃機・戦闘爆撃機・襲撃機として代わりに使用されるようになる。
対ソ戦を意識して開発された機体だが、太平洋戦争中は大陸のみならず孤島の南方戦線へも派遣された。その生産数の多さから陸軍のあらゆる航空作戦に投入され、当初想定されていなかった運用にも対応し、全戦線で活躍した。大戦後期のビルマ戦線や中国戦線方面では、重爆撃機戦隊の不在・不足の中で長距離爆撃にも本機を使用するため、防御武装を全廃し、乗員も2 - 3名に削減の上、機内に200リットル増設燃料タンク1 - 3基を設置する改装を施された特別仕様機が夜間爆撃任務専用に投入された。1944年（昭和19年）後半には、胴体に海軍の800 kg爆弾を内蔵して機首に触発信管を装備した特攻機型（キ48「と」号機）であるキ48-II乙改が11機製造され、フィリピン方面に投入されるも、戦果はないまま通常型への再改造が行われている。なお、キ48-II乙改には「キ174」という計画番号が与えられたとする資料もあるが、公式な「キ174」は未着手に終わった立川飛行機製の軽爆撃機となっている。
アメリカ軍の当機に対する評価はかなり低く、爆弾搭載量が少ない上に、防御火器が貧弱、燃料タンクに出火対策がされていない、主翼直後の胴体中央部に被弾すると一気に炎上する機体構造になっている、と九七式重爆撃機二型や一〇〇式重爆撃機（共に中島飛行機製）と比べて脆弱な目標とされており、海軍の速度重視で防弾がほとんど無かった零式艦上戦闘機と比べても、爆撃機であるがゆえに戦闘機よりも遅く、機体が大きいためか、低く見られている。

### 戦闘外の損失
勝敗の鍵を握るのは航空戦力である事がようやく認識され、航空部隊の急な拡張にともない高級幹部の不足で他兵科から転科する例が増えていた1943年、マレー半島スンゲイパタニに本部を置く第四飛行団でも歩兵出身の某中佐が中西良介団長（少将）の副官の座についていた。荒天昼夜を問わずに進軍する歩兵出身将校からすると、天候昼夜に強く左右される航空部隊は怠惰に映るものなのか「暗夜ニ於ケル荒天飛行訓練」を企画。夏の雨期で航空戦休止状態に入り飛行団長が出張して留守になるのを見計らい、指揮下にある飛行第八戦隊（九九双軽）に上記訓練の実施を指示する。迎えた荒天の夜は月齢23夜、豪雨に加え風速15～20メートルと飛行するには荒れ過ぎで、第一中隊長河島大尉が飛行中止、解散を命じようとした時、その場に車で乗りつけた某中佐が飛行中止に怒り、反論抗議も突っぱねて飛行する事を厳命。決行が確定するや、最も強く中止を主張した河島大尉が自ら1番機を志願、2番機片山大尉、3番機不詳、4番機佐藤曹長（二中隊）の編成で総員16名が暗夜の荒天に離陸し全機が戻らなかった。操縦者は4名とも飛行3千時間以上の熟練者であり、計り知れない戦力の喪失であった。
さらにこのあと同中佐は、緊急で重要だという書類と、新任の軍医少佐1名をビルマのラングーンに送り届ける任務を八戦隊に課す。ラングーンへはタイのドンムアン飛行場を経由して飛ぶが、その先は標高3千メートル級のシャン山系の上に1万メートルの積乱雲が林立する空の難所があり、開戦以来20数機がそこで消息を絶っていた。特に雨季に入っている今は突破困難なため、「八戦隊イチの豪傑」と戦隊長も公認する林四郎曹長が選ばれるが、天気図をひとめ見ただけで突破不可能と判る日が続きドンムアンで足止めになってしまう。そこへ同中佐がわざわざスンゲイパタニから飛来し、任務を放ってバンコクの街で遊んでいるという疑いを元に何故出発しないのかと詰問、直ちに飛ぶ事を強要する。出発時、林曹長は相棒の軍曹（機上機関手）に機を降りて地上に残るよう、何度も繰り返して言った。高高度性能が低い九九双軽では積乱雲の上を越えるのは不可能で、雲に入れば乱気流に揉まれて墜ちるのが解りきっていたからである。しかし軍曹は降りようとせず共に往く事を志願し、ついに林曹長が折れて軍医少佐と3人で飛び立ち、永遠に消息を絶った。
これらは貴重な戦力と人材が味方の手によって消耗させられた事例として特記せざるを得ない。

## 実験機
大戦中盤以降は旧式化した本機だが、良好な操縦性や安定性を評価され、実験機として改造・使用されたものがある。試作兵器のイ号一型乙無線誘導弾の母機として改造されたものが有名である。また、ラムジェットエンジン「ネ-0」のテスト・ベッドに改修された機体もあった。

## 戦後
日本降伏後に中華民国空軍は日本の軍用機を多数接収した。その中でも多数を占めたのが本機である。同年10月に民国空軍は第六混成大隊第五爆撃中隊を編成し、当部隊は本機を用いて遼寧省金州市、瀋陽市に駐屯した。第五爆撃中隊は国民革命軍の中国東北部での共産軍との戦いを支援した。この中で少なくない数の日本陸軍航空関係者も民国空軍に協力したとされる。そのほかにもインドネシア空軍や中国人民解放軍空軍でも本機が使用されていた。

## 現存機

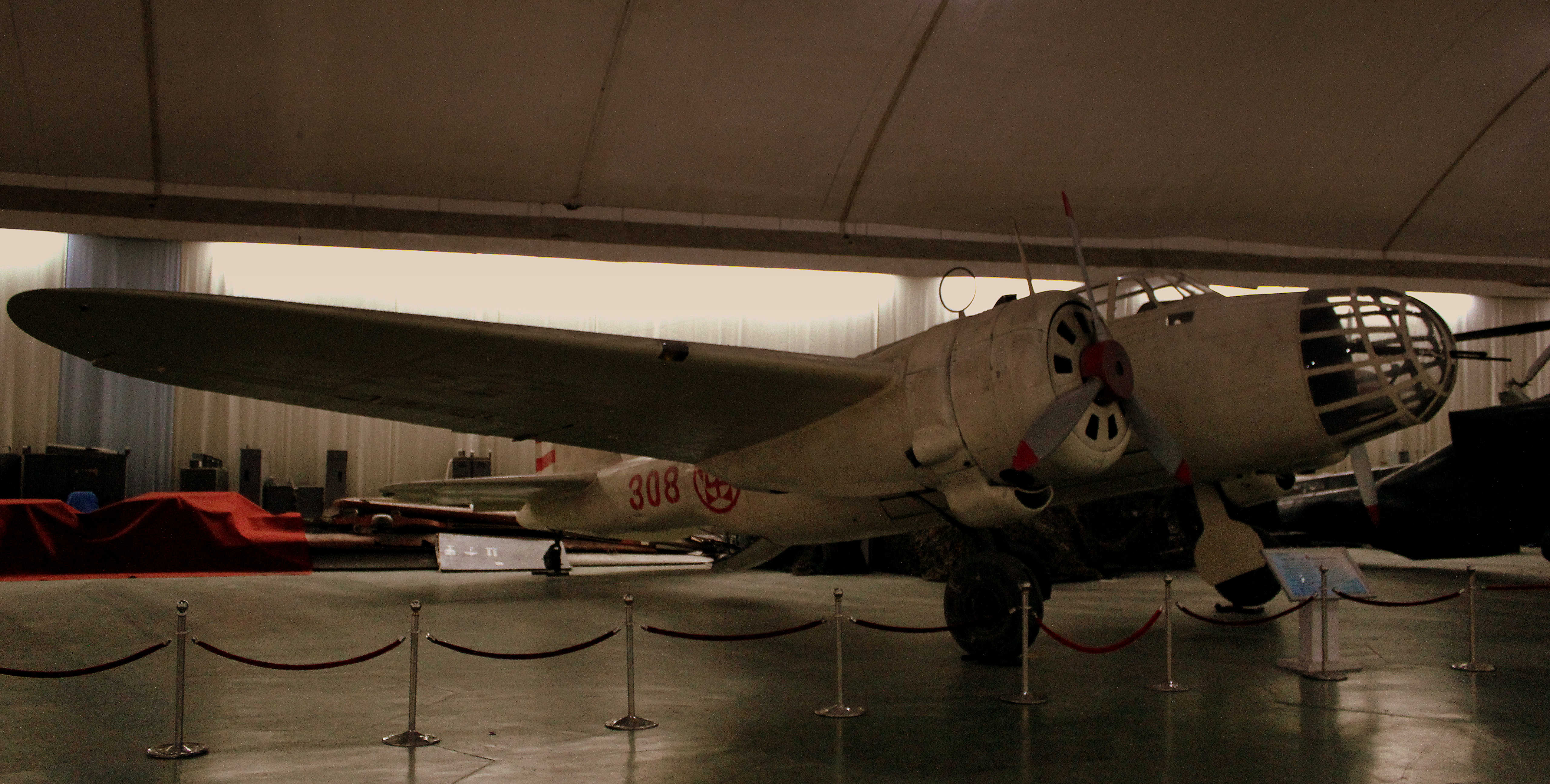
中国空軍博物館の展示機。

中国空軍航空博物館に中国人民解放軍空軍が使用した機体が九八式直接協同偵察機などと共に真っ白に塗装されて展示されている。なおこの機体の復元には他機種の部品が流用されている。

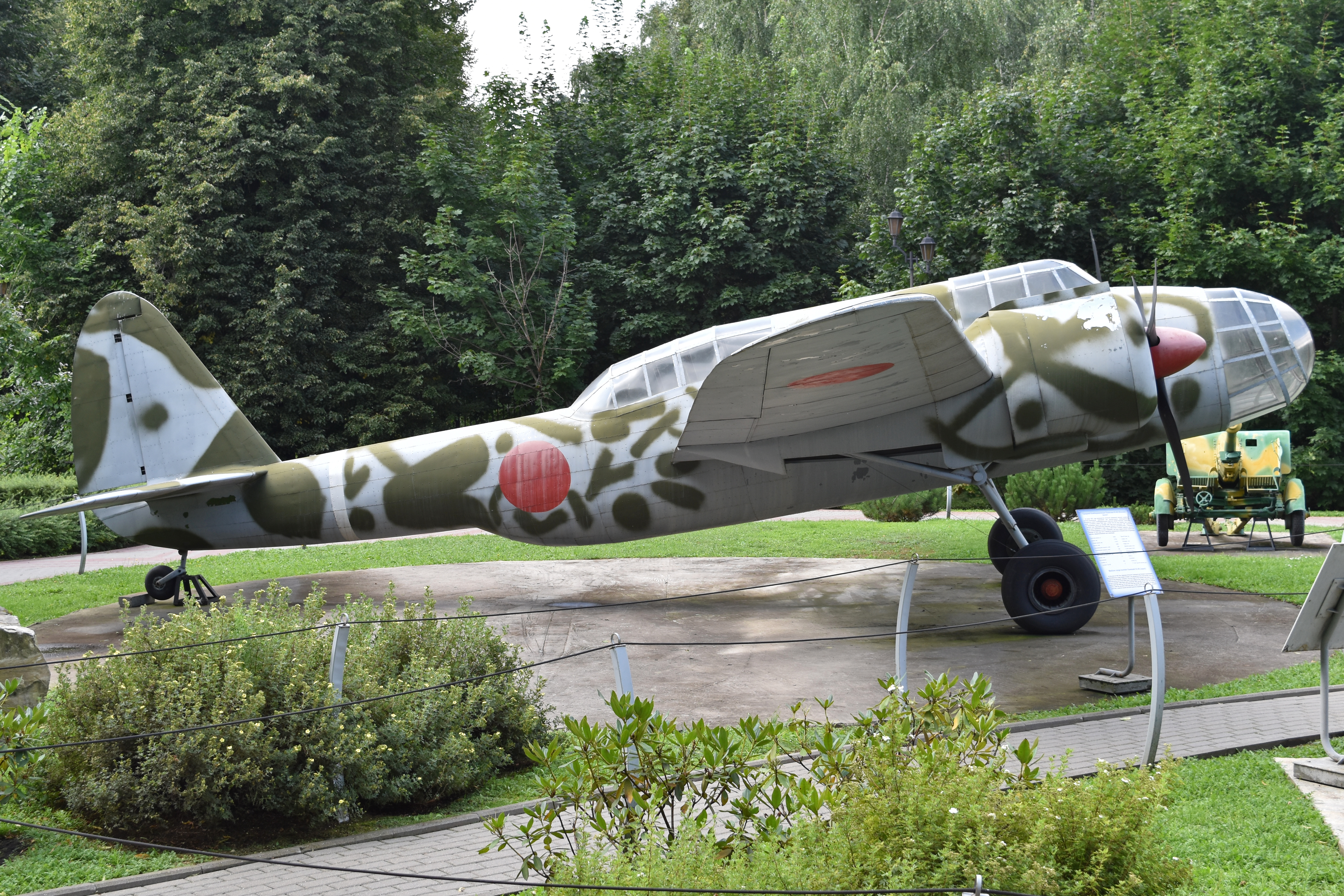
モスクワ戦勝記念公園に展示されている99双軽の復元機。

モスクワ戦勝記念公園に回収された実機の残骸からの復元機が展示されている。2018年に撮影された写真では機体の強度不足からか主翼の付け根や主脚が脱落した胴体着陸のような態勢で展示されているのが確認できる。

## 主要諸元
| 九九式双発軽爆撃機 | 九九式双発軽爆撃機 | 九九式双発軽爆撃機 |
| ------------------ | --- | --- |
|                    | 一型（初飛行1939年7月） | 二型（初飛行1942年2月） |
| 全長               | 12.875ｍ（陸軍計測値、川崎は 12.60ｍとしている） | 12.875ｍ（陸軍計測値、川崎は 12.60ｍとしている） |
| 全幅               | 17.470ｍ | 17.470ｍ |
| 全高               | 3.80ｍ（三点姿勢にて無線支柱先端まで） | 3.80ｍ（三点姿勢にて無線支柱先端まで） |
| 三点静止角         | 9.5度 | 9.5度 |
| 主翼面積           | 40.0m2 | 40.0m2 |
| 翼型               | 翼根 NACA24015／翼端 NACA23010 | 翼根 NACA24015／翼端 NACA23010 |
| 翼弦長             | 付け根 3.280ｍ／先端 1.040ｍ | 付け根 3.280ｍ／先端 1.040ｍ |
| 取付角             | 付根 2.0度／翼端 0度 捩じり下げ 2度 | 付根 2.0度／翼端 0度 捩じり下げ 2度 |
| 上反角             | 5度40分 | 5度40分 |
| 縦横比             | 7.63 | 7.63 |
| 発動機             | 九九式950馬力発動機 ハ25 | 二式1150馬力発動機 ハ115Ⅱ |
| 馬力               | 990hp/2700rpm（離昇） 970hp/2600rpm（3400ｍ） | 1120hp/2800rpm(離昇) 1120hp/2700rpm(公称一速/2800m) 980hp/2700rpm(公称二速/5600ｍ) |
| 使用燃料           | 航空87揮発油 | 航空92または91揮発油 |
| 燃料容量           | 第一タンク 125リットル×2 （内翼前縁 左右各2） 第二タンク 400リットル×2 （内翼前後桁間 左右各2） 第三タンク 310リットル（中央翼前後桁間） 第四タンク 225リットル（胴体内翼上左側） 滑油タンク 80+20リットル（操縦席後部） （通常装備1360リットル／特別装備1610リットル） | 第一タンク 125リットル×2 （内翼前縁 左右各2） 第二タンク 400リットル×2 （内翼前後桁間 左右各2） 第三タンク 310リットル（中央翼前後桁間） 第四タンク 225リットル（胴体内翼上左側） 滑油タンク 80+20リットル（操縦席後部） （通常装備1360リットル／特別装備1610リットル） |
| プロペラ           | ハミルトン3翅定速 直径 2.80ｍ | ハミルトン3翅定速 直径 2.90ｍ |
| 速度               | 最大速度 480km/h(3500m) 巡航速度 350km/h 着陸速度 120km/h | 最大速度 505km/h(5600m) 巡航速度 368km/h(5000m) |
| 上昇               | 5000m/9分 実用上昇限度 9500ｍ | 5000m/8分30秒 実用上昇限度 10000ｍ |
| 航続距離           | 2400km | 2400km |
| 重量               | 自重 4050kg 総重量 6050kg | 自重 4550kg 総重量 6750kg |
| 翼面荷重           | 151.25kg/m2 | 168.75kg/m2 |
| 馬力荷重           | 3.055kg/hp | 3.013kg/hp |
| 胴体               | 最大幅 1.2m／最大高 2.0m | 最大幅 1.2m／最大高 2.0m |
| 降着装置           | 油圧引込式（扉無し） 主輪 直径90cm 幅32cm 尾輪 直径40cm 幅10cm | 油圧引込式（扉無し） 主輪 直径90cm 幅32cm 尾輪 直径40cm 幅10cm |
| 乗員               | 4名 | 4名 |
| 射撃兵装           | 機首 7.7mm×1 後上方 7.7mm連装×1 後下方 7.7mm×1 | 機首 7.92mm×1 後上方 7.92mm連装×1 後下方 7.92mm×1 |
| 爆弾搭載量         | 300～400kg | 400～500kg |
| 爆装形態           | 15kg爆弾×20～24 50kg爆弾×6～8 100kg爆弾×3～4 | 左記に加え 250kg爆弾×2 500kg爆弾×1 |
| 爆撃照準器         | 八八式三型爆撃照準眼鏡 （水平爆撃昼間用） 爆撃照準器二型 （水平爆撃夜間用） 照門照星式照準器 （急降下爆撃用） | |
| 投下管制機         | 30発爆撃操作器（二型） 8発信管秒時切換操作盤 | |
| 無線装備           | 九六式飛二号無線機 九六式飛一号方向探知機 またはテ式方向探知機 | |

## 登場作品

### ライトノベル
『ステラエアサービス』　ISBN 978-4049133271
劇中で大戦を生き残った機体が民間貨物機として使用されている。

### 漫画
『不死身の特攻兵』　
鴻上尚史  (著), 東直輝 (著) 
特攻機型（ト号機）キ48-II乙改が、主人公たちが搭乗する機体として登場。